# Västerbottens domsaga
Västerbottens domsaga var en domsaga i Västerbottens län som 1681 delades upp i Västerbottens södra kontrakts domsaga och Västerbottens norra kontrakts domsaga där denna senare omfattade de område som bröts ut som Norrbottens län när detta län bildades 1810.